# Phygadeuon montivagus
Phygadeuon montivagus är en stekelart som först beskrevs av William Harris Ashmead 1890.  Phygadeuon montivagus ingår i släktet Phygadeuon och familjen brokparasitsteklar. Inga underarter finns listade i Catalogue of Life.